# Agata di Kiev
Agata di Kiev (prima del 1030 – Inghilterra, dopo il 1070) fu la moglie di Edoardo l'Esiliato e quindi madre di Edgardo Atheling, santa Margaret di Scozia e Cristina d'Inghilterra (1057 circa-1093 circa). Le origini di Agata sono incerte e oggetto di molte speculazioni, poteva essere figlia di Jaroslav I di Kiev.

## Il poco che si conosce
Non si conosce nulla della vita di Agata da ragazza e tutte le speculazione che questo fatto si porta appresso sono legate alla sua paternità, del tutto controversa, che è, peraltro, uno dei grandi insoluti storici della genealogia medievale. Poiché la data di nascita dei suoi figli si pone attorno al 1045, la sua nascita va collocata prima del 1030. Agata arrivò in Inghilterra nel 1057, ma rimase vedova poco dopo. A seguito della conquista normanna dell'Inghilterra, Agata e i figli scapparono cercando rifugio dal futuro genero Malcolm III di Scozia. Alcune fonti più moderne asseriscono che passò gli ultimi anni come suora presso Newcastle upon Tyne e sarebbe morta attorno al 1093, mentre Simeone di Durham, cronacotecario medievale, fa la sua ultima menzione di lei nel 1070.

### Fonti medievali
Alle origini di Agata si allude in numerose opere medievali, ma le informazioni fornite sono a volte imprecise, spesso contraddittorie e in qualche caso potrebbero essere del tutto scorrette. Le fonti più antiche sono la Cronaca anglosassone, le opere di Florence di Worcester (Chronicon ex chronicis e Regalis prosapia Anglorum) che, insieme a Simeone e Aelredo di Rievaulx, descrivono Agata come una parente dell'imperatore Enrico. Aelredo la qualifica come sua figlia, come fa anche la Cronaca di Melrose, di più dubbia validità, mentre Matteo Paris la qualifica come sua sorella. Nella Lestoire des Engles, Geoffrey Gaimar (fl. 1136-1137) afferma che fosse figlia del re d'Ungheria il che collocherebbe il matrimonio di Agata con Edoardo l'esiliato all'epoca in cui questi era a Kiev. Orderico Vitale è ancora più specifico asserendo che era figlia di Salomone d'Ungheria, un'eventualità difficile perché coetaneo dei suoi figli. Guglielmo di Malmesbury, nel suo De Gestis Regis Anglorum, afferma che era sorella della regina d'Ungheria, seguito in questo da Alberico delle Tre Fontane, mentre Aelredo, in modo meno preciso, punta sul fatto che Agata fosse di sangue inglese e ungherese. Infine, Ruggero di Hoveden e l'anonimo autore del Leges Edwardi Confessoris asseriscono che Edoardo, mentre era ospite di un sovrano di Kiev, sposò una giovane di nobile lignaggio. Le leges aggiungono anche che la madre sarebbe stata appartenente alla casa reale della Rus' di Kiev.

### La teoria sulla discendenza germanico-ungherese
Anche se varie fonti insistono sul fatto che Agata fosse la figlia o la sorella di Enrico II il Santo o di Enrico III il Nero, sembra difficile che una tale parentela, se autentica, sarebbe stata del tutto ignorata dalle fonti germaniche. La descrizione che la vuole parente dell'imperatore Enrico può essere applicabile a una nipote di uno dei due (anche se Florence di Worcester specifica che fosse Enrico III). Tuttavia, i tentativi di ricostruire il collegamento si concentrano sul primo. Diversi storici del '700, fra cui Peter Frederik Suhm, sostengono che Agata fosse la figlia di uno dei fratelli di Enrico II, Bruno di Augusta, un ecclesiastico di cui non è nota alcuna discendenza.
Daniel Cornides. in un'opera del 1778, prova ad armonizzare la teoria germanica con quella ungherese asserendo che Agata fosse la figlia di Gisella di Baviera, sorella di Enrico, che era la moglie di Stefano I d'Ungheria. Tale teoria ebbe seguito per buona parte del XX secolo.
Questa visione può essere stata valutata perché avrebbe messo in relazione santa Margherita di Scozia a un altro famoso santo (Stefano) di cui sarebbe stata la nipote, tuttavia questa soluzione non riesce a spiegare perché la morte di Stefano scatenò una crisi dinastica in Ungheria e perché la famiglia di Agata non riuscì a giocare alcun ruolo in quella lotta. Se Stefano e Gisella fossero stati davvero i suoi genitori, allora i figli di Agata avrebbero avuto potuto vantare fondate pretese sul trono ungherese mentre, invece, le fonti locali attestano che nessun figlio del sovrano gli sopravvisse. In ogni caso, qualunque soluzione coinvolga Enrico II fa sembrare Agata non solo più vecchia del marito, ma anche troppo vecchia per poter mettere al mondo dei figli, considerando la data di nascita del primogenito. 
Basandosi su una traduzione più letterale delle descrizioni fatte da Florence e da altri circa il fatto che l'imperatore citato nelle cronache anglosassoni fosse Enrico III, un genealogista diede voce a un'altra idea che fiorì nel 1939. In quell'anno Jozsef Herzog aveva pubblicato uno studio che voleva che Agata fosse la figlia di uno dei fratellastri di Enrico III nato da uno dei primi due mariti della madre Gisella di Svevia, Ernesto I, duca di Svevia, (morto 31 marzo o 31 maggio 1015) e Bruno I, conte di Brunswick (975 circa-1010 circa). Questa teoria aveva dalla sua una tempistica più favorevole. Szabolcs de Vajay rivalutò la cronologia dei matrimoni di Gisella e concluse che Agata fosse la figlia del fratellastro di Enrico III, Liudolfo, margravio di Frisia. Tale teoria rimase incontrastata per trent'anni finché non venne portata alla luce quella che voleva le origini di Agata nella Rus' di Kiev e da allora le due sono in competizione.

### La Rus'di Kiev
Renè Jettè puntò l'attenzione sul fatto che Guglielmo di Malmesbury, nel De Gestis Regis Anglorum, oltre ad altri cronacotecari, affermavano senza dubbio che una delle sorelle di Agata era regina d'Ungheria. Durante il periodo passato in esilio Edoardo appoggiò fedelmente Andrea I d'Ungheria seguendolo da Kiev all'Ungheria nel 1046 e restando per diversi anni alla sua corte. La moglie di Andrea era Anastasia di Kiev, figlia di Ingegerd Olofsdotter e Jaroslav I di Kiev; secondo questa logica Agata sarebbe stata un'altra figlia di Jaroslav. Questa argomentazione si sposa con le affermazioni di Geoffrey Gaimar e Ruggero di Howden (fra loro in contrasto) secondo cui Edoardo, mentre era a Kiev, avrebbe preso in moglie una giovane di nobile stirpe, figlia di un sovrano della Rus'.
Jettè porta anche argomentazioni di tipo onomastico. Nella nobiltà medievale il nome greco Agata era raro e lo si trova per la prima volta nella Dinastia dei Macedoni che governarono l'Impero bizantino, mentre fu uno dei nomi più diffusi nella stirpe dei Rjurikidi che governarono la Rus'. Dopo che Anna Porfirogenita andò in moglie al padre di Jaroslav, Vladimir I di Kiev, questi cambiò il proprio nome in Basilio (in onore all'imperatore Basilio II Bulgaroctono) quale nome cristiano, mentre ad altri membri della famiglia vennero dati nomi in uso presso quella imperiale. Il nome Agata potrebbe ricondursi a questo.
Del resto, i nomi dei discendenti diretti di Agata, Margaret, Cristina, David, Alessandro erano molto poco comuni nella Britannia anglosassone. I nomi Margaret e Cristina sono oggi associati alla Svezia, terra natale di Ingegerd, moglie di Jaroslav. Il figlio di Margaret, David, ha un nome che richiama esplicitamente quello di Salomone d'Ungheria (figlio ed erede di Andrea). I primi due santi della Rus' furono Boris e Gleb, fratelli di Jaroslav, e il nome cristiano di Gleb era David.
L'altro figlio di Margaret fu chiamato Alexander, il che ci riporta a una varietà di tradizioni sia occidentali sia orientali. La biografia di Alessandro Magno era molto popolare nell'area di Kiev dell'XI secolo ed era un nome comune nelle aree influenzate dai greci-ortodossi.
Una grave inferenza rimane senza risposta e pesa sulla teoria di Kiev. Edgardo e Margaret, attraverso la madre, erano entrambi cugini di Filippo I di Francia, una parentela troppo pesante perché le fonti coeve non la registrino e tuttavia le fonti medievali tacciono. Questo silenzio è un grosso se che si pone su questa teoria che non ha ancora trovato, a questo proposito, una spiegazione valida.

### Ipotesi su origini bulgare
In tempi recenti è ripresa l'attività accademica intorno all'identità di Agata e una nuova soluzione è stata portata alla luce da Ian Mladjov. Mladjov rigetta tutte le teorie precedenti reputandole non giustificate a sufficienza, o addirittura incompatibili con i dati forniti dalle cronache, e sottolinea che molte delle soluzioni fornite avrebbero portato a matrimoni proibiti dalle leggi canoniche per questioni di consanguineità. Egli argomenta che le testimonianze documentali sulle origini di Agata sono o tarde o, in un qualche modo, corrotte, e non concorda sull'attenzione prestata ai nomi posti ai suoi figli e nipoti quali indizi circa la sua provenienza. A questo proposito egli punta l'attenzione sul fatto che potrebbero essere nomi di origine non-famigliare (Papa Alessandro II giocò un ruolo importante, per esempio, perché le nozze fra Margaret e Malcolm III di Scozia avessero luogo). Tuttavia anch'egli punta sull'onomostatica considerandola centrale per determinare le sue origini e fra le poche Agata del tempo solo una, a suo parere, potrebbe essere l'antenata giusta, nello specifico la moglie di Samuele di Bulgaria. Anche altri nomi associati ad Agata possono essere usati per corroborare tale teoria perché in uso nella famiglia reale bulgara dove si trovano delle Marie e dei Davide. Nello specifico, Mladjov ritiene che Agata fosse la figlia di Gavril Radomir e della sua prima moglie, una principessa figlia di Géza d'Ungheria. Questa teoria vorrebbe che Agata fosse nata in Ungheria a seguito del divorzio dei propri genitori e che la madre l'avesse dato il nome dell'ex-suocera. Le date tradizionali in cui si ritiene che tale divorzio sia avvenuto precludono la strada a questa ipotesi, ma egli, riesaminando i dati disponibili, rigetta l'idea che i due si siano separati nel decennio del 980 spostandolo in avanti di più di vent'anni e collocandolo fra il 1009 e il 1014. Tuttavia, tale teoria non riesce ad agganciarsi con nessuna delle prime fonti che parlano di Agata.

## Altre teorie
Nel 2002 apparve un articolo di opera di John Carmi Parsons volto non solo a demolire le teorie filo-russe, ma anche ad allargare il più possibile i confini spingendosi oltre le teorie imperiali. Egli parte dal presupposto che la cronaca anglosassone rappresenta la fonte più antica e, essendo più o meno a lei coeva, deve considerarsi come la fonte più attendibile nel riportare i legami di Agata con la famiglia imperiale. Parson sottolinea come le fonti che parlano di legami con la Rus' o l'Ungheria siano più tarde e quindi meno attendibili e, nel tentativo di mostrare come non tutte le strade siano state percorse per provare a trovarle un'origine accettabile, Parson punta sull'esistenza di un conte tedesco, a nome Cristinus, a suo parere rilevante perché spiegherebbe il nome Cristina che Agata diede alla figlia. Cristinus sposò Oda di Haldensleben, una nobile sassone nipote di Vladimir I di Kiev attraverso il matrimonio di questi con una delle nipoti di Enrico III. Parson nota che Edoardo potrebbe essersi sposato due volte e che le contraddizioni che emergono dalle fonti primarie vanno ascritte alla confusione sorta attorno alle due mogli.
Nel 2012 è apparsa una teoria di stampo polacco per mano di John P. Ravilious che vuole Agata figlia di Miecislao II di Polonia e della moglie Richeza di Lotaringia di origine germanica. In questo modo Agata era parente dell'imperatore e anche sorella della regina d'Ungheria che andò in moglie a Béla I d'Ungheria. Ravilious e un collega pubblicarono un altro articolo per portare altre argomentazioni a favore delle origini polacche di Agata, incluse le derivazioni del nome suo e della sorella Gertrude di Polonia quali nomi di sante associate all'abbazia di Nivelles.